# هاناماشي
```
هناماشي
 أو 
كاغاي
 
(
花街
؟
، حرفيا « شارع الزهور »)

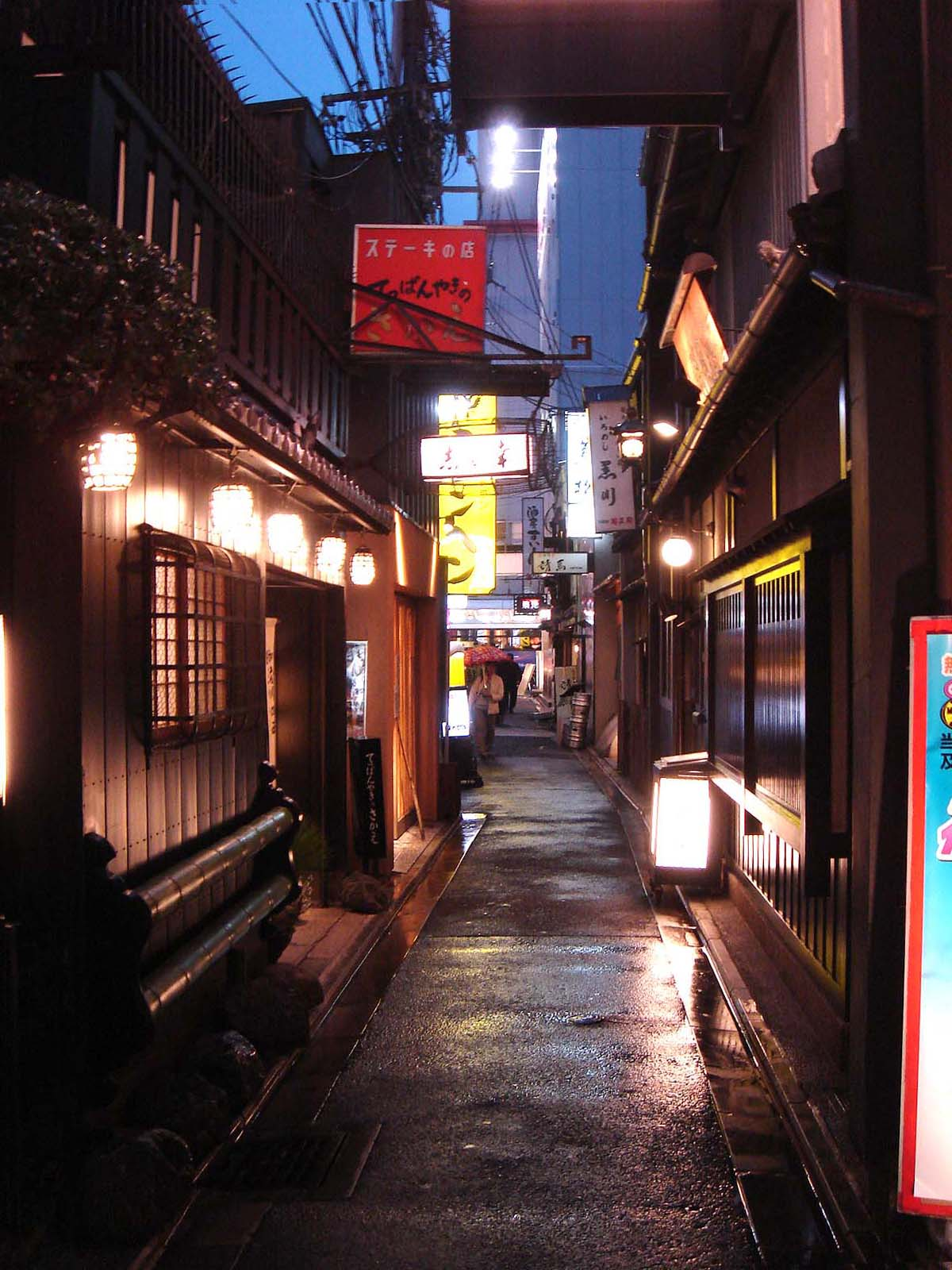
زقاق بونتو شو، في كيوتو.

 هو الاسم الذي يطلق على شوارع 
اليابان
 التي تعيش وتعمل فيها 
الغيشا
. يجد المرء هناك على وجه الخصوص منازل 
أوكيا
 
(
置屋
،
 
Okiya
؟
، « منازل الغيشا »)
، 
أوتشايا
 
(
お茶屋
،
 
Ochaya
؟
، « منازل الشاي »)
 وكذلك جميع التجارات المتعلقة بأنشطة واحتياجات 

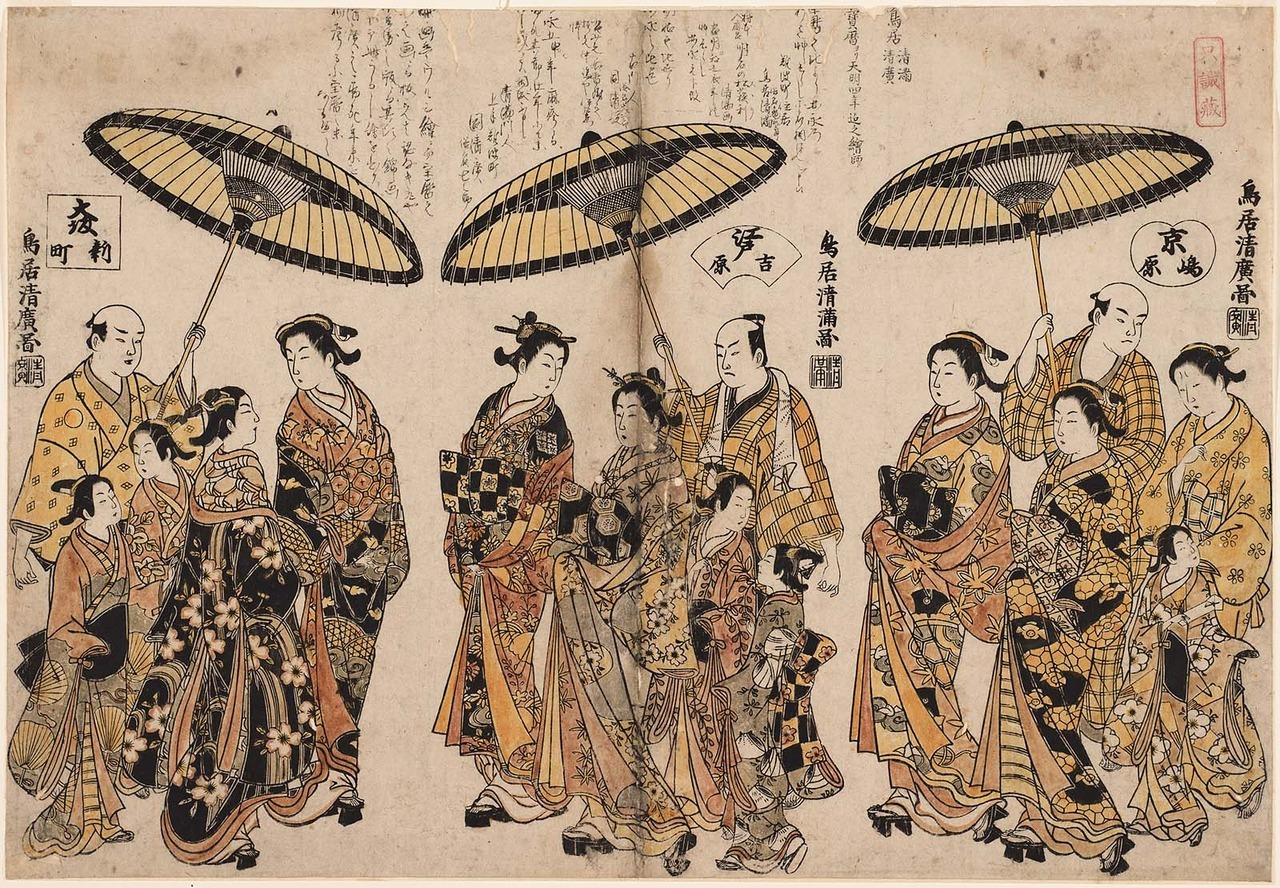
مجاملات من المدن الثلاث: شيمابارا في كيوتو (يمين) ويوشيوارا في إيدو (وسط) وشينماتشي في أوساكا (يسار).

الغيشا
.
[
1
]
```

## فيكيوتو

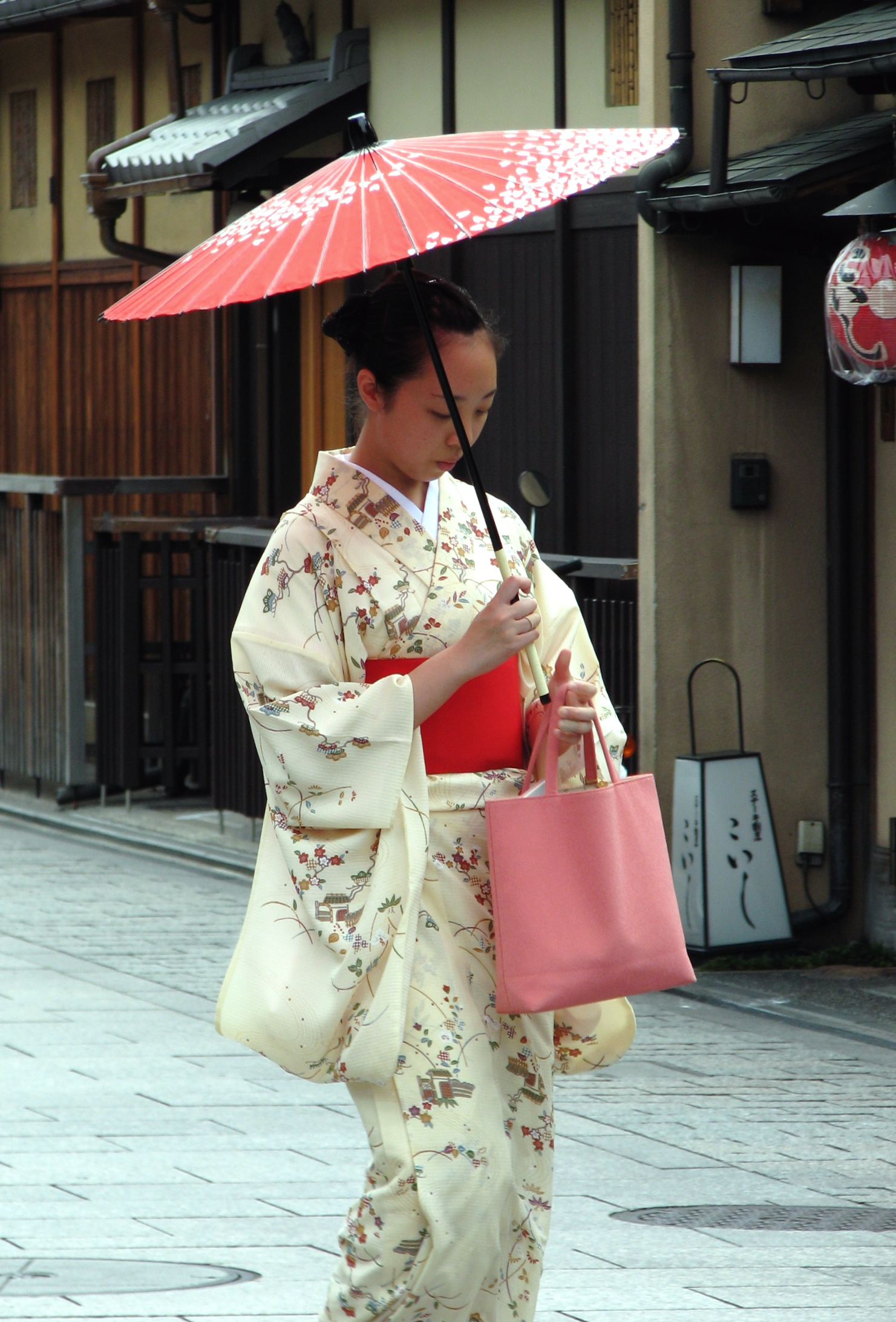
سيدة بالكيمونو في شارع غيون، كيوتو

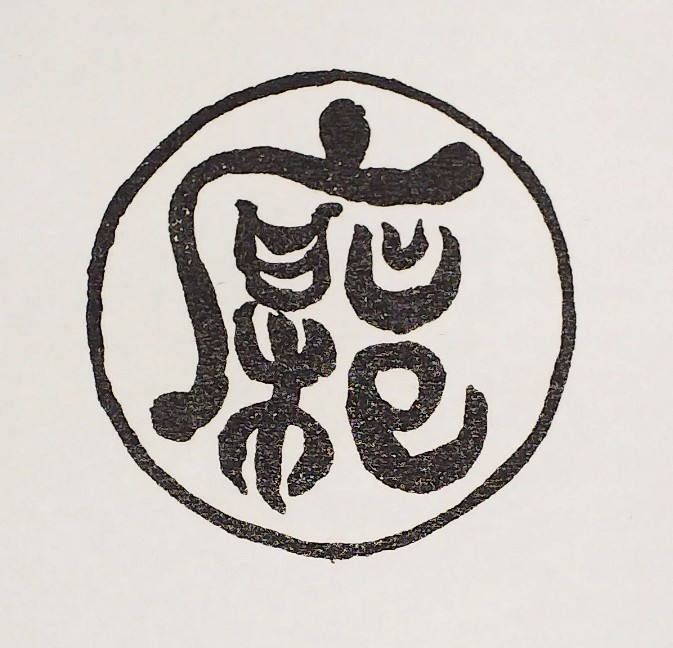
رمز شارع شيمبارا بكيوتو

- غيون (祇園 Gion؟) مع غيون-كوبو (祇園甲部 Gion-Kobu؟) وغيون هيغاشي (祇園東 Gion-Higashi؟) [2]
- مياغاوا تشو (宮川町 Miyagawa-chō؟)
- كاميشي شكان (上七軒 Kamishichiken؟)
- بونتو-تشو (先斗町 Ponto-chō؟)
- شيمبارا (嶋原 Shimbara؟)رمز شارع شيمبارا بكيوتو

## فيطوكيو
- شينباشي (新橋 Shinbashi؟)
- أكاساكا (赤坂 Akasaka؟)
- أساكوسا (浅草 Asakusa؟)
- يوشي-شو (芳町 Yoshi-chō؟)
- كاغورازاكا (神楽坂 Kagurazaka؟)
- موكوجيما (向島 Mukojima؟)

الأماكن التاريخية الشهيرة مثل هاناماشي أو كاغاي:
- فوكوغاوا (深川 Fukagawa؟)
- حول ياناغيباشي (柳橋 Yanagibashi؟): (كاسوموري (烏森 Kasumori؟)، شينتومي-شو (新富町 Shintomi-chō؟)، ماروياما-شو (円山町 Maruyama-chō؟)، ناكانو شينباشي (中野新橋 Nakano Shinbashi؟)، يوتسويا آراكي-شو (荒木町 Araki-chō؟).

شارع يوشيوارا كان الحي الرئيسي للمحظيات في طوكيو، ويعتبر في بعض الأحيان أحد شوارع الهاناماشي.

## بالقرب من طوكيو
- هاشيوجي (八王子 Hachiōji؟).

## فيأوساكا
- شينماشي (新町 Shinmachi؟)
- كيتا شينشي (北新地 Kita Shinchi؟)
- مينامي شي (南地 Minami Chi؟)
- هوريي (堀江 Horie؟)

## فيكانازاوا
- نيشي شايا-غاي (にし茶屋街 Nishi Chaya-gai؟)
- Higashi Chaya-gai (ひがし茶屋街؟)